# Blackadder the Third
Blackadder the Third is de derde serie afleveringen van de Britse sitcom Blackadder, in 1987 uitgezonden op BBC 1. De serie speelt tijdens de Britse Regency, begin 19e eeuw, hoewel veel elementen eerder uit de 18e eeuw lijken te komen: zo draagt de prins-regent kleding uit de pruikentijd, terwijl hij in de Regency modernere kleding droeg (om zijn overgewicht te maskeren). Edmund Blackadder is in deze serie de butler van prins-regent George, die hij voortdurend manipuleert.

## Rolverdeling
- Rowan Atkinson als Mr. Edmund Blackadder, butler en vertrouweling van de prins-regent; probeert zich voortdurend te verrijken op kosten van zijn meester.
- Tony Robinson als Sod-off Baldrick, Blackadders manusje-van-alles, met weinig verstand of hygiëne.
- Hugh Laurie als prins George, de oliedomme prins-regent, die zich vaak door Blackadder in de luren laat leggen.
- Helen Atkinson-Wood als Mrs. Miggins, de uitbaatster van een koffiehuis in Londen, die af en toe ook broodjes aan de paleiskeuken levert.

## Geschiedenis
Net als bij Blackadder II werden acteurs voor deze serie opnieuw sterk gewijzigd. Tim McInnerny, die de prominente rol van Lord Percy had gespeeld, keerde niet terug voor de derde serie, uit angst het slachtoffer te worden van typecasting. De rol van de domme aristocraat ging hierop naar Hugh Laurie, die de rol van prins George op zich nam. Naast deze drie hoofdpersonen werd de vaste filmploeg alleen nog aangevuld door Helen Atkinson-Wood, die in elke aflevering een kleine rol had als Mrs. Miggins. Wel verschenen er veel komieken en acteurs uit de vorige serie in gastrollen. De titels van de afleveringen waren een parodie op boektitels van Jane Austen, namelijk Pride and Prejudice en Sense and Sensibility.

## Afleveringen

### Dish and Dishonesty
Uitgezonden op 17 september 1987

#### Verhaal
De nieuwe Eerste Minister, William Pitt de Jongere wil de subsidie voor de prins stopzetten. Om dit wetsvoorstel te stoppen stelt Blackadder aan de prins voor om parlementslid Sir Talbot Buxomly over te halen tegen te stemmen. Sir Talbot heeft echter zijn steun nog niet toegezegd of hij overlijdt abrupt. Sir Talbot vertegenwoordigde een "rotten borough" (kiesdistrict met zeer weinig stemgerechtigden, onder controle van de landeigenaar) dus Blackadder schrijft Baldrick in als kandidaat voor de bijverkiezingen, waarna hij, met geld van de prins, het grondgebied koopt. Tijdens de verkiezingen is Blackadder zowel kiezer als hoofd van het stembureau, nadat beide personen zijn omgekomen na nogal bizarre "ongelukken". Door een brutale verkiezingsfraude komt Baldrick in het parlement, als marionetje voor Blackadder en de prins. Pitt leidt Baldrick echter om de tuin, zodat een krappe meerderheid de wet aanneemt. Blackadder bedenkt nog op tijd dat het Hogerhuis de wet waarschijnlijk alsnog zal afkeuren en stelt aan de prins voor hem als extra Lord te benoemen en hem £400.000,- te geven (zogenaamd om steekpenningen uit te delen). Blackadder noemt zijn eigen naam echter niet expliciet, waarop de prins hem verkeerd begrijpt en Baldrick benoemt. Baldrick besteedt het geld vervolgens aan een enorme knolraap.

#### Trivia
- Volgens Blackadder haat het volk prins George. Hij was in werkelijkheid ook niet bepaald populair. Ook gaf hij inderdaad behoorlijk veel geld uit.
- In deze aflevering blijkt dat de naam Baldrick (althans, in deze serie) een achternaam is. Baldrick vermoedt dat zijn voornaam Sod-off ("sodemieter-op") is, want als hij zich als kleine jongen aan andere kinderen voorstelde als Baldrick zeiden ze: Yes, we know. Sod off, Baldrick!
- Vincent Hanna, die in de jaren 70 en 80 politiek verslaggever was bij de BBC, speelt in deze aflevering zijn eigen voorvader.
- In werkelijkheid stierf Pitt de Jongere vijf jaar voor het regentschap van George IV.
- Een van de partijen in de verkiezing is de Standing at the Back Dressed Stupidly and Looking Stupid Party (Achteraanstaande, Dom Geklede en Dom Uitziende Partij). Dit is een parodie op de Official Monster Raving Loony Party.
- Pitts broertje, William Pitt the Even Younger, wordt Whig genoemd. Op de Nederlandse ondertiteling van de dvd is dit foutief vertaald als "republikeinen".

### Ink and Incapability
Uitgezonden op 24 september 1987

#### Verhaal
Prins George wil van zijn domme imago af en hij wil daarom mecenas worden van het pas voltooide woordenboek van Samuel Johnson. Blackadder is hiertegen en beweert dat het woordenboek totaal overbodig is. In werkelijkheid koestert hij wrok jegens dr. Johnson; Blackadder had, onder een pseudoniem, zelf een roman geschreven en deze naar Johnson opgestuurd, waarna hij er echter nooit meer iets van hoorde.
Als dr. Johnson arriveert pest Blackadder hem door nieuwe ingewikkelde woorden te bedenken, waardoor het woordenboek incompleet lijkt. Prins George ontdekt dat het woordenboek geen plot en personages bevat, en ziet het nut er verder niet van in, waarop Johnson woedend vertrekt. In zijn tirade verklaart de dokter echter dat hij de prins ook had willen verzoeken om mee te helpen met de publicatie van Blackadders boek, dat volgens Johnson het beste boek aller tijden is.
Blackadder wil de prins overhalen om het bij te leggen met de dokter, maar dan blijkt tot zijn schrik dat Baldrick het woordenboek, dat Johnson had laten liggen, in de open haard gegooid heeft. Baldrick en Blackadder gaan naar Mrs. Miggins' koffiehuis, in de hoop dat ze Johnsons vrienden, de dichters Byron, Shelly en Coleridge, een kopie van het manuscript kunnen ontfutselen. Johnson heeft echter geen kopie, omdat hij dit onnodig acht, en hij en de dichters blijken in staat om eenieder die het boek kwijtraakt gruwelijk te vermoorden.
Uit pure wanhoop volgt Blackadder Baldricks advies om te proberen het woordenboek in één nacht zelf te schrijven, maar komt al bij het tweede woord klem te zitten. De hulp van Baldrick blijkt niets anders dan tijdverspilling en als Blackadder 's ochtends vroeg wakker wordt staan Johnson en de dichters voor de deur. Als ze op het punt staan Blackadder te vermoorden verschijnt prins George met het woordenboek, waar hij erg positief over is (vanwege de vieze woorden). Baldrick had dus niet het woordenboek, maar Blackadders manuscript verbrand. Baldrick heeft ook een semi-autobiografische novelle geschreven ("Er was eens een lief, klein worstje genaamd Baldrick, en het leefde lang en gelukkig.") en laat dit aan Johnson lezen, die woedend wegloopt als hij zich realiseert dat hij het woord "worst" vergeten was – en "aardvarken", het woord waar Blackadder op vastliep –, waarna Baldrick het woordenboek alsnog in de haard gooit.

#### Varia
- Robbie Coltrane speelt Samuel Johnson. In werkelijkheid verscheen het woordenboek in 1755, zeven jaar voor de geboorte van George IV. Johnson stierf al in 1784, 25 jaar voor de Regency. De drie romantische dichters Byron, Shelly en Coleridge hebben hem dan ook nooit ontmoet.
- Het woord aardvarken komt inderdaad niet voor in Johnsons woordenboek.
- Blackadder schrijft onder het pseudoniem Gertrude Perkins. Het kwam in de achttiende eeuw regelmatig voor dat vrouwen onder een mannelijk pseudoniem schreven.

### Nob and Nobility
Uitgezonden op 1 oktober 1987

#### Verhaal
Blackadder heeft een afkeer van alles wat Frans is, in tegenstelling tot veel van zijn landgenoten. Hun obsessie voor de Rode Pimpernel irriteert hem dan ook behoorlijk, omdat als gevolg van diens acties heel Londen nu krioelt van de Franse aristocraten. Ook prins George is een bewonderaar van de Pimpernel, evenals zijn dandy-vrienden, Lord Topper (Tim McInnerny) en Lord Smedley (Nigel Planer). Wanneer Blackadder de daden van de Pimpernel trivialiseert sluiten Toppen en Smedley een weddenschap met hem af: Blackadder moet naar Frankrijk gaan en binnen een week een Franse edelman redden en met hem verschijnen op het bal in de Franse ambassade. Blackadder accepteert. Prins George wil eerst mee, maar Blackadder schrikt hem af met de bewering dat ze zich net zo zullen moeten kleden als Baldrick.
Zoals altijd wil Blackadder valsspelen. In plaats van naar Frankrijk te gaan verschuilen hij en Baldrick zich een week in de keuken. Prins George kan hen toch niet vinden, want die kan zonder Blackadder nog niet eens zijn broek zelf aandoen. Tegen het einde van de week gaan Blackadder en Baldrick naar het koffiehuis van Mrs. Miggins en zoeken hier een wanhopige Franse edelman. Le Comte de Frou Frou is bereid om te doen alsof Blackadder hem redde, in ruil voor een deel van het geld.
Bij aankomst op de ambassade blijkt deze overgenomen door een aanhanger van de Franse Revolutie (Chris Barrie). Het drietal wordt opgesloten in een kerker. Frou Frou overhandigt zijn metgezellen stiekem een paar zelfmoordpillen, alvorens de ambassadeur hem meevoert voor een marteling. De volgende ochtend arriveert Madame de Guillotine om Blackadder en Baldrick te folteren, maar Blackadder dient haar stiekem zijn zelfmoordpil toe. De feeks sterft, maar niet alvorens zich bekendgemaakt te hebben als Smedley, die hen kwam redden. Samen met de ook ontsnapte Frou Frou keren Blackadder en Baldrick terug. Frou Frou onthult zichzelf als een vermomde Topper: hij is de Rode Pimpernel, en wil Edmunds bedrog aan de prins onthullen. Blackadder geeft hem echter wijn te drinken met daarin de andere zelfmoordpil. Vervolgens overtuigt Blackadder de prins ervan dat hij zelf de Rode Pimpernel is, zodat hij met een beloning aan de haal kan.

#### Trivia
- Vanwege conflicten omtrent het auteursrecht van de Rode Pimpernel is deze aflevering niet uitgezonden in de VS. Een bepaalde grap met een Pimpernel-rijmpje is er ook op de dvd uitgeknipt.
- De volgorde van de afleveringen lijkt niet chronologisch, aangezien deze aflevering ten tijde van de Terreur onder Robespierre zou moeten spelen, terwijl in de eerste aflevering werd gesproken over Napoleon Bonaparte.
- De Rode Pimpernel wordt gespeeld door Tim McInnerny, die in de vorige Blackadder-series Lord Percy speelde. Ironisch genoeg is in de boeken de ware naam van de Pimpernel Sir Percy Blakeney.

### Sense and Senility
Uitgezonden op 8 oktober 1987

#### Verhaal
Blackadder moet met prins George naar het theater, wat hij haat, vanwege het zeer overdreven acteerwerk en het feit dat de prins vaak niet snapt dat toneel niet echt is. In het theater gooit een anarchist een bom naar de prins, die dan weer wél denkt dat het gespeeld is, en nog net overleeft. Blackadder wijst de prins op zijn impopulariteit onder het onrustige volk, waarna prins George de schoonmakende Baldrick continu voor een anarchist houdt.
Blackadder stelt de prins voor zijn imago op te schroeven met een toespraak op de verjaardag van de koning. Prins George wil dat de twee toneelspelers, Keanrick (Hugh Paddick) en Mossop (Kenneth Connor), hem daarbij helpen. Blackadder kijkt neer op de acteurs, en kwelt hen door voortdurend "Macbeth" te zeggen, wat volgens hen ongeluk brengt. De acteurs kraken de door Blackadder geschreven toespraak af, waar de prins meteen in meeloopt. Blackadder besluit ontslag te nemen en vertrekt om bij Napoleon te gaan solliciteren voor koning van Sardinië.
Terwijl prins George zijn uniform voor de toespraak gaat passen, besluiten de acteurs hun eigen toneelstuk te repeteren. Dit stuk gaat over de moord op een prins, en wanneer Baldrick hen hoort denkt hij dat de acteurs van plan zijn de prins en hem te vermoorden. Blackadder is echter weer teruggekomen en besluit gebruik te maken van de domheid van de prins door Baldricks verhaal te bevestigen: de tekst van hun toneelstuk zou een uitgeschreven vorm van de samenzwering zijn. Hierop worden de acteurs gearresteerd en Blackadder biedt de prins de hoofdrol aan in zijn toneelstuk Thick Jack Clot Sits in the Stocks and Gets Pelted with Rancid Tomatoes ("Domme Boerenpummel Zit in het Blok en Wordt Bekogeld met Ranzige Tomaten").

#### Varia
- De titel van deze aflevering is een verwijzing naar Sense and Sensibility.
- Er is inderdaad een eeuwenlang bijgeloof onder toneelspelers geweest dat de naam Macbeth ongeluk zou brengen, waarop het stuk meestal Het Schotse toneelstuk werd genoemd. Ook bestonden er inderdaad bepaalde rituelen om het ongeluk op te heffen als de naam toch genoemd werd.

### Amy and Amiability
Uitgezonden op 15 oktober 1987

#### Verhaal
Blackadder heeft schulden, en Baldrick stelt voor dat hij struikrover moet worden. Blackadder vraagt liever opslag van zijn meester, maar die blijkt ook blut, daar hij denkt dat je bij kaarten je geld juist kwijt moet raken. De enige optie om nog aan geld te komen is als de prins met een rijke dame trouwt. Er zijn echter maar twee prinsessen beschikbaar in Europa en die zijn ook niet bepaald een optie (de ene heeft de prins al ontmoet, en de ander is onmogelijk). Blackadder stelt voor dat de prins trouwt met Amy Harwood (Miranda Richardson), de dochter van een industrieel. Aangezien de prins niet bepaald een subtiele versierder is, doet Blackadder het meeste werk stiekem voor hem, met succes.
Dan blijkt echter dat Amy's vader (Warren Clarke) al enkele jaren ernstige geldzorgen heeft. Het huwelijk kan niet doorgaan, maar de prins heeft intussen al een kapitaal aan huwelijksgeschenken gekocht. Blackadder ziet geen andere optie dan Baldricks advies opvolgen. Hij wordt struikrover, met Baldrick als paard. Na een succesvolle overval wordt Blackadder echter verrast door de Schaduw, een berucht struikrover en idool van Baldrick. De Schaduw blijkt niemand minder dan Amy, die Blackadder aanspoort om de prins te beroven waarna ze er samen vandoor kunnen gaan. Als Blackadder met de buit terugkomt bindt Amy hem echter vast. Blackadder wordt bevrijd door Baldrick, die hoopte de handtekening van de Schaduw te krijgen. Blackadder geeft Amy aan voor de beloning van £10.000,- en laat haar ophangen. De volgende ochtend verklaart de prins uit de geldzorgen te zijn, omdat hij £10.000,- (het geld van Blackadder) ontdekt heeft in de keuken. Blackadder stelt de prins een potje kaarten voor.

#### Trivia
- Volgens Blackadder kan prins George niet met Caroline van Brunswijk trouwen omdat ze een vreselijk persoon is. In werkelijkheid trouwden zij wel, maar het was een zeer slecht huwelijk.
- De balkonscène, waarin Blackadder de prins helpt in het flirten met Amy, is een parodie op Cyrano de Bergerac.
- Miranda Richardson speelt Amy in eerste instantie als een dom, kinderlijk meisje, vergelijkbaar met haar rol als koningin Elizabeth in Blackadder II.
- Warren Clarke had ook een rol in Blackadder: the Cavalier Years, waarin hij Oliver Cromwell speelde.

### Duel and Duality
Uitgezonden op 22 oktober 1987

#### Verhaal
Prins George is naar bed geweest met de nichtjes van de Hertog van Wellington (Stephen Fry), die gezworen heeft iedereen te doden die zijn familieleden seksueel aantast, en de prins prompt uitdaagt voor een duel. Baldrick bedenkt dat Wellington, na al die jaren oorlog voeren op het vasteland, niet weet hoe de prins eruitziet, en dat iemand anders, zoals Blackadder de plaats van de prins kan innemen. Blackadder wil zijn leven niet wagen, totdat hij bedenkt dat zijn levensgevaarlijke neef MacAdder (dubbelrol van Rowan Atkinson) in Londen is, en het duel kan doen.
Om niet door de mand te vallen wisselen Blackadder en de prins al als Wellington langskomt. Deze raakt onder de indruk van de "prins", wanneer deze onder meer met het idee komt om admiraal Nelson naar Trafalgar te sturen. George blijkt ondertussen geen geboren butler en krijgt hierop klappen van Wellington, en van Blackadder die de schijn hoog wil houden.
Er ontstaat een probleem als MacAdder het aanbod afwijst: hij zou liever de plaats van Wellington innemen om de prins te doden, en heeft het bovendien te druk met zijn werk als visverkoper. MacAdder en Mrs. Miggins vertrekken naar Schotland, en Blackadder verklaart aan de prins dat hij niet aan het duel wil deelnemen. Uiteindelijk doet hij het toch, in ruil voor veel geld, een speciale grappige koekoeksklok en een zak pikante steendrukken. Blackadder maakt een plan om vals te spelen, maar dit loopt verkeerd als blijkt dat het duel niet met zwaarden maar met kleine kanonnen uitgevochten wordt. Blackadder overleeft ternauwernood, want de kogel ketst af op een cigarillokistje dat Wellington hem gegeven had. Wellington is verheugd dat de "prins" nog leeft, totdat de echte prins hem de ware toedracht vertelt. Wellington gelooft het niet en schiet hem in blinde drift neer. De krankzinnige koning George III heeft de verwisseling echter niet door en vertrekt met zijn "zoon" terug naar het hof.

#### Trivia
- Dit is de enige van de vier series waarin Blackadder overleeft.
- De prins verwijst naar het boek De Prins en de Bedelaar, wat in werkelijkheid pas in 1881 verscheen.
- De gekke George III spreekt met een sterk Duits accent, hoewel hij in werkelijkheid nooit in Duitsland geweest is.
- De geschiedenis loopt enigszins door elkaar: de Slag bij Trafalgar vond plaats in 1805, maar de Regency begon pas in 1811, en Arthur Wellesley werd pas hertog van Wellington in 1814.

Media: Afleveringen · The Black Adder · Blackadder II · Blackadder the Third · Blackadder Goes Forth · speciale afleveringen

Personages: Blackadder · Baldrick · overig